# D Tour 1997 Live at Southampton
D Tour 1997 Live at Southampton es el segundo álbum en vivo de la banda británica de rock Delirious?, lanzado en abril de 1998. Fue grabado en 1997 en Southampton Guildhall en el último concierto del ‘‘D:Tour’’.

## Lista de canciones
1. "Game Over?"
2. "Sanctify"
3. "Come Like You Promise"
4. "Promise"
5. "Summer of Love"
6. "Hands of Kindness"
7. "King or Cripple"
8. "I'm Not Ashamed"
9. "King of Fools"
10. "Obsession"
11. "History Maker"
12. "All the Way"
13. "Deeper"